# Ideoblothrus truncatus
Ideoblothrus truncatus är en spindeldjursart som först beskrevs av Clarence Clayton Hoff 1964.  Ideoblothrus truncatus ingår i släktet Ideoblothrus och familjen spinnklokrypare. Inga underarter finns listade i Catalogue of Life.